# Głębikowate
Głębikowate (Bathylagidae) – rodzina małych, morskich ryb przedkolcopłetwych z rzędu srebrzykokształtnych (Argentiniformes), klasyfikowana też jako podrodzina Bathylaginae w obrębie Microstomatidae. Przykładowym przedstawicielem jest głębik pacyficzny (Bathylagus pacificus).

## Występowanie
Ocean Spokojny, Indyjski i Atlantycki – od wód subarktycznych po antarktyczne, na głębokościach do 1500 metrów.

## Cechy charakterystyczne
Ciało wydłużone, zwykle ciemno ubarwione. Są podobne do stynkowatych, od których różnią się mniejszą głową, mniejszym otworem gębowym i bardzo dużymi oczami. Płetwa tłuszczowa zwykle obecna, przesunięta do nasady ogona. Podstawa płetwy grzbietowej znajduje się w linii podstawy płetw brzusznych. W płetwie grzbietowej 6–13 promieni, w odbytowej 10–28, w piersiowych 7–16, a w brzusznych 6–11. Występują 2 promienie podskrzelowe (branchiostegalne). Liczba kręgów: 38–55. Nie mają pęcherza pławnego.
Głębikowate żywią się planktonem. Dorastają do 25 cm długości.

## Znaczenie gospodarcze
Nie mają znaczenia gospodarczego.

## Klasyfikacja
Rodzaje zaliczane do tej rodziny:
Bathylagichthys — Bathylagoides — Bathylagus — Dolicholagus — Leuroglossus — Lipolagus — Melanolagus — Pseudobathylagus
Rodzajem typowym jest Bathylagus.